# Novîi Mokvîn, Berezne
Novîi Mokvîn (în ucraineană Новий Моквин) este un sat în comuna Mokvîn din raionul Berezne, regiunea Rivne, Ucraina.

## Demografie
Componența lingvistică a localității Novîi Mokvîn
     Ucraineană (99,83%)
     Alte limbi (0,17%)
Conform recensământului din 2001, majoritatea populației localității Novîi Mokvîn era vorbitoare de ucraineană (99,83%), existând în minoritate și vorbitori de alte limbi.